# Maurice Aymard
Maurice Aymard (ur. 20 grudnia 1936) – francuski historyk, członek zagraniczny Polskiej Akademii Nauk od 2010 roku (Wydział Nauk Humanistycznych i Społecznych), wykładowca (profesor) na École des hautes études en sciences sociales.